# Holoplatys meda
Holoplatys meda is een spinnensoort uit de familie springspinnen (Salticidae). De soort komt voor in West-Australië.